# Pachymetopon
Pachymetopon – rodzaj morskich ryb z rodziny prażmowatych. 

## Zasięg występowania
Wokół południowych wybrzeży Afryki - wschodni Ocean Atlantycki i zachodni Ocean Indyjski.

## Klasyfikacja
Gatunki zaliczane do tego rodzaju:
- Pachymetopon aeneum - kantar miedziany[potrzebny przypis]
- Pachymetopon blochii
- Pachymetopon grande